# Sarah Bailey
Pour les articles homonymes, voir Bailey.
Sarah Bailey est une femme de lettres australienne, auteure de roman policier.

## Biographie
En 2017, Sarah Bailey publie son premier roman, The Dark Lake. C'est le premier volume d'une série mettant en scène , enquêtrice principale sur les homicides dans la région rurale de Smithson en Nouvelle-Galles du Sud. Avec ce roman, elle est lauréate du prix Ned Kelly 2018 du meilleur premier roman.

## Œuvre

### Romans

#### SérieGemma Woodstock
- The Dark Lake (2017)
- Into the Night (2018)
- Where the Dead Go (2019)

#### Autre roman
- The Housemate (2023)
  - La Colocataire, Mera (2024)

## Prix et distinctions

### Prix
- Prix Ned Kelly 2018 du meilleur premier roman pour The Dark Lake[1]